# Чижівка-Арена
«Чижівка-Аре́на» (біл. «Чыжоўка-Арэна», повна назва — «Багатопрофільний культурно-спортивний комплекс „Чижівка-Арена“») — спортивно-розважальний комплекс в місті Мінськ, Білорусь. У 2014 році «Чижівка-Арена» прийняв матчі чемпіонату світу по хокею з шайбою.
«Чижівка-Арена» є домашнім майданчиком для хокейного клубу Юність-Мінськ, виступаючого у Вищій хокейній лізі.